# 397. strelska divizija (ZSSR)
397. strelska divizija (izvirno rusko 397. стрелковая дивизия; kratica 397. SD) je bila strelska divizija Rdeče armade v času druge svetovne vojne.

## Zgodovina
Divizija je bila ustanovljena januarja 1942 v Atkarsku.